# Лунка-Праховей
Лунка-Праховей (рум. Lunca Prahovei) — село у повіті Прахова в Румунії. Входить до складу комуни Мегурень.
Село розташоване на відстані 72 км на північ від Бухареста, 23 км на північний захід від Плоєшті, 68 км на південь від Брашова.

## Населення
За даними перепису населення 2002 року у селі проживала 1141 особа, усі — румуни. Усі жителі села рідною мовою назвали румунську.